# François Levaillant
Pour les articles homonymes, voir Levaillant et Le Vaillant.
François Levaillant (parfois écrit Le Vaillant), né le 6 août 1753 à Paramaribo, capitale de la Guyane néerlandaise (aujourd'hui Suriname) et mort le 22 novembre 1824 à La Noue près de Sézanne, est un explorateur, collectionneur et ornithologue français.

## Généalogie et descendance

### Les Vaillant
Des deux côtés paternel et maternel, Levaillant est issu d'une lignée de juristes et hauts fonctionnaires de l'est de la France.
Anthoine Vaillant en 1532 était receveur des contributions à Verdun où naquit en 1655 un François Vaillant qui allait devenir conseiller du Roi et échevin de Verdun.
Son fils Claude Barthélemy Vaillant (1690-1737) était conseiller au bailliage de Metz où s'établit la famille. Son fils Nicolas François y naquit en 1723, fit ses études à l'université de Pont-à-Mousson et très jeune devint avocat conseiller à Metz.
Cependant il ruine cette carrière pleine de promesses lorsqu'il procèdera en 1751 à l'enlèvement d'une jolie fille déchaînant le courroux du père de la demoiselle, Étienne François, substitut du procureur général du Parlement, qui lui avait refusé la main de sa fille (l'anecdote de l'enlèvement est cependant mise en doute par les spécialistes sud-africains de Levaillant, dans leur ouvrage paru en 2004).
La famille François avait fourni à la ville de Metz, au cours du XVIIe siècle une longue lignée de juristes. La femme d'Étienne François, Albertine Flayelle, avait été appelée à Paris pour servir de nourrice à un bébé maladif qui allait devenir Roi de France sous le nom de Louis XVI, si bien que leur propre fille, future mère de l'explorateur François Levaillant était la sœur de lait de Louis XVI.[réf. nécessaire] Après un mariage précipité en mai 1751, le jeune couple s'enfuit et se réfugie en Amérique du Sud. Ils s'installent à Paramaribo, capitale du Suriname qui appartenait alors à la Compagnie néerlandaise des Indes occidentales. Nicolas François Levaillant qui était devenu un homme d'affaires, est nommé consul de France au Surinam.

### Les mariages de François Levaillant

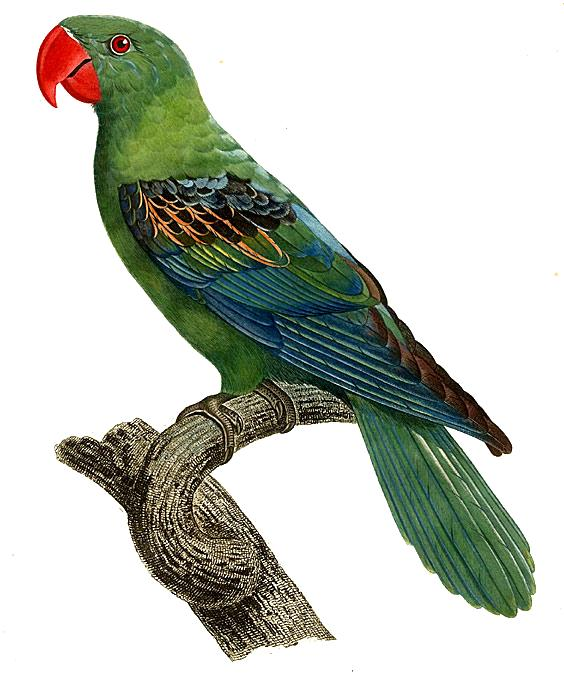
Perruche à bec de sang, illustration de Jacques Barraband (1767-1809) tirée de lHistoire naturelle des Perroquets.

À l'âge de vingt ans François Levaillant se marie à Lunéville, avec Suzanne Marguerite Denoor, le 18 septembre 1773, en présence de son père, alors veuf. Suzanne Denoor était fille du capitaine Denoor, au service de Marie-Thérèse d'Autriche, et d'Eléonore Le Guelleux d'Achy.
Le couple a trois ou quatre enfants :
- François Antoine Emmanuel, né le 17 janvier 1775 ;
- Thérèse Françoise née le 10 février 1776, morte en bas âge le 21 août 1776 ;
- Françoise-Julie, née le 10 mars 1777, Madame Alexandre François-Xavier Legoux de Flaix ;
- Adolphe, sur lequel nous ne disposons pas d'information.

Sous la Révolution, François Levaillant profite des nouvelles lois sur le divorce pour légaliser sa séparation avec Suzanne Denoor, par un divorce prononcé le 21 août 1793. Suzanne Denoor se remarie ensuite avec un collecteur d'impôts du nom de Chenié, présenté par Bokhorst comme le frère du poète André Chénier.
Depuis 1789, François Levaillant vit avec Pierrette Charlotte Foyot, fille de Didier François Foyot, procureur au parlement de Paris de 1768 à 1785, qui meurt à Neuvy en 1797 ; et de Madeleine Pauline Campagnac. Un document mentionne un mariage religieux en juin 1789 à Saint-Germain-l'Auxerrois, mais leur union n'est officialisée qu'en 1794.
Quatre enfants sont issus de ce nouveau couple :
- Jean Levaillant (1790 Cambrai-1871) général de brigade, chevalier de l'Ordre royal et militaire de Saint-Louis ;
- Caroline Julie Levaillant (1793 île Saint-Christophe[3]-1820)
- Jean-Jacques Rousseau Levaillant, commandant et naturaliste ;
- Charles Levaillant (1796-1871), général de division, grand-officier de la Légion d'honneur.

Sa nouvelle épouse a une sœur, Louise-Julie Foyot, mariée à Charles Dufaÿs. Ce couple a une fille, Caroline Dufaÿs, qui épousera Joseph-François Baudelaire : ils sont les parents du poète Charles Baudelaire. Mme Baudelaire devenue veuve se remarie avec le général Aupick. Dans une lettre à sa mère datée du 6 février 1834, Baudelaire lui demande, de lui apporter plusieurs livres se trouvant dans son armoire, dont les deux volumes du Voyage de Levaillant.
En 1798, Pierrette Foyot décède. François Levaillant se met ensuite en ménage avec Rose Victoire Dubouchet (1783-1818). Quatre enfants naissent de leur relation :
- Louis Victor en 1803[4] ;
- Rose Aimée Olympe en 1805-1825 ;
- Julie née à Paris, 15, rue du Sépulcre le 12 novembre 1806 ;
- Calixte en 1809-1821 (??).

## Biographie

### La jeunesse de François Levaillant
Le 6 août 1753, François Levaillant vient au monde.
Par la suite il ira à l'école de Paramaribo, accompagnera ses parents dans leurs voyages à l'intérieur, acquérant de très bonne heure l'amour de l'aventure et un profond intérêt pour les mystères de la nature, les animaux, les oiseaux et les indigènes du pays.
Quand son père retourne en Europe, en 1763, il commence à suivre des études normales, d'abord durant deux ans en Allemagne puis durant sept ans en Alsace et à Metz. Il rencontre Jean-Baptiste Bécœur (1718-1777), propriétaire de l'une des plus grandes collections d'oiseaux de l'époque, qui lui apprend sa méthode de conservation des oiseaux.
À partir de 1777, il passe trois ans à Paris où il étudie l'ornithologie, notamment grâce à la collection de Pierre Jean Claude Mauduyt de la Varenne (1732-1792). Mais les collections d'histoire naturelle qu'il côtoie lui laissent un sentiment de mélancolie :
« Mais ces superbes étalages me donnèrent bientôt un malaise, ils laissèrent dans mon âme un vide que rien ne pouvait remplir. »

### L'appel du voyage, un retour difficile
En 1780, il part aux Pays-Bas où il rencontre Jacob Temminck, alors trésorier de Compagnie néerlandaise des Indes orientales. Impressionné par le jeune homme, Temminck l'envoie dans la province du Cap en Afrique du Sud en 1781. Il collecte des spécimens dans la région et fait notamment deux voyages, l'un à l'est du Cap et un au nord de la rivière Orange et dans le Grand Namaqualand.
Il rapporte en France, en 1784, plus de 2 000 peaux d'oiseaux ainsi que la peau d'une girafe. Mais Levaillant ne reçoit pas l'accueil qu'il espérait :
« Des hommes puissants m'avaient attiré, caressé, flatté. Je ne m'en cache pas, j'avais compté sur leur reconnaissance ; les motifs qui semblaient la fonder étaient purs et vrais. Je me plaignais avec raison d'avoir sacrifié ma fortune et ma plus belle jeunesse aux progrès d'une science jusqu'alors toute en théorie et que peu d'expérience avait fondée. Je contrariais, il est vrai, de brillants romanciers, de longues études de cabinet, que nul ne prétendait avoir faites en pure perte ; mais je venais les preuves à la main. J'ouvris aussi un cabinet d'histoire naturelle ; j'y déposai les nombreux individus que j'avais été chercher à quatre mille lieues de Paris. »
Mais son travail est principalement accueilli par des critiques et des sarcasmes. Levaillant exprimera, à travers ses livres, bien souvent son amertume. Il propose pour une somme modique l'intégralité de sa collection au Muséum national d'histoire naturelle. Mais la période de la Révolution arrive et si les gouvernements successifs décident d'acquérir sa collection, ils ne mettent jamais à exécution ce projet. Finalement au bout de près de 15 ans d'efforts, on lui propose de faire une estimation de sa collection :
« On parla de faire faire l'estimation de mon cabinet.. ESTIMER un à un les individus d'une collection ! qui m'avait couté trente ans de travail, dont cinq années de courses dans les déserts brûlants de l'Afrique, et pour laquelle je ne demandais pas la vingtième partie de la valeur ; puis, malgré les progrès des temps et la différence des besoins, la somme offerte en 1789 était celle que je demandais encore au gouvernement en 1795... Enfin, cette somme, malgré sa modicité, est restée dans les trésors de la nation, et mon cabinet est toujours en mon pouvoir, et va probablement passer à l'étranger ou être dispersé, car ma fortune ne me permet plus de le garder. »
Ainsi sa collection est finalement dispersée et vendue à l'étranger, en grande partie notamment à Temminck. Celles-ci rejoindront les collections du muséum d'histoire naturelle de Leyde.

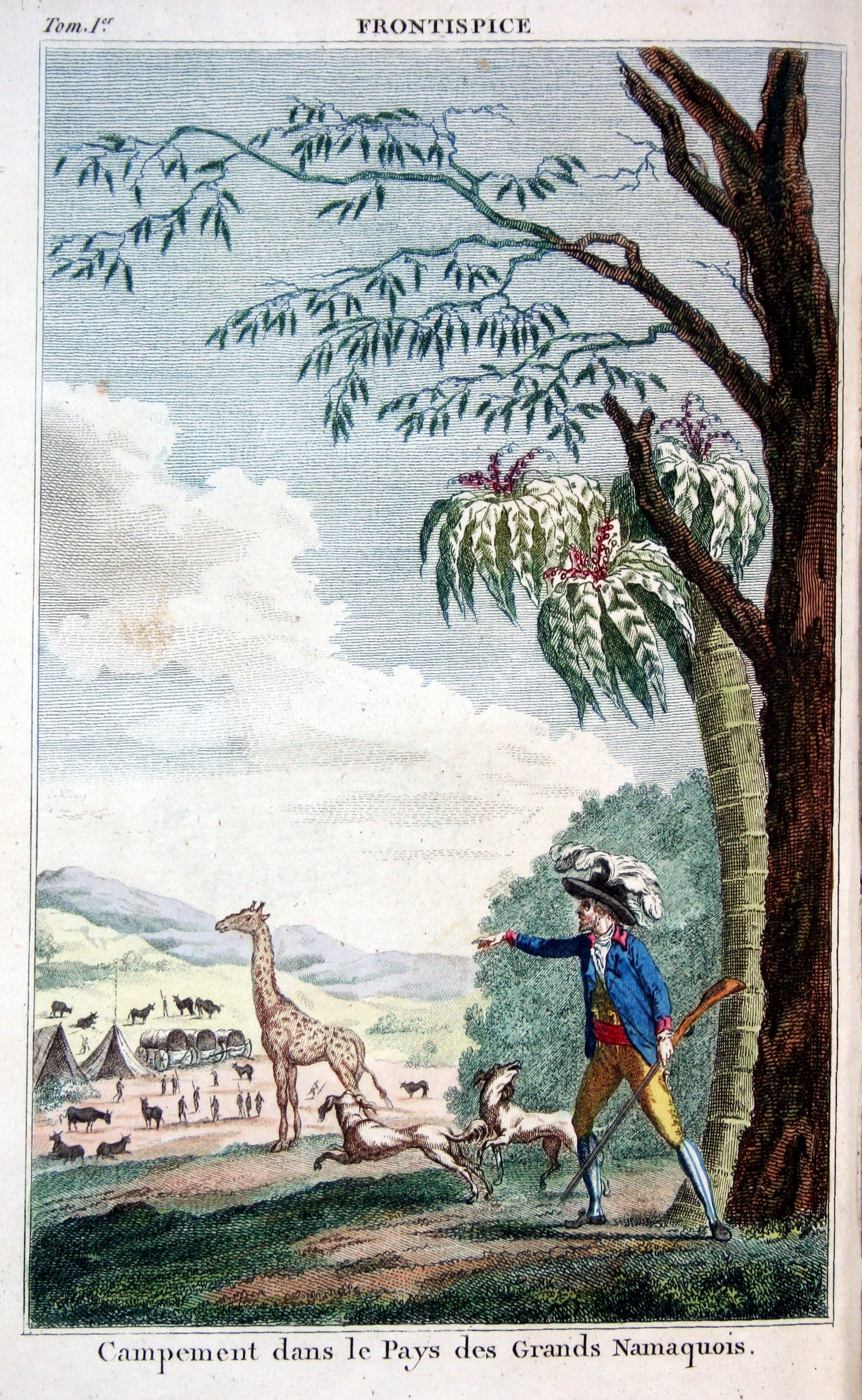
Frontispice du Voyage dans l'intérieur de l'Afrique (exemplaire de la bibliothèque patrimoniale de Gray).

Il fait paraître le Voyage dans l'intérieur de l'Afrique (1790, 2 volumes) qui connaît un immense succès et qui est rapidement traduit dans de nombreuses langues. En 1793, sous la Terreur, François Levaillant est arrêté, il ne doit son salut qu'à la chute de Robespierre le 27 juillet 1794. C'est sans doute pour se mettre à l'abri qu'en 1796, François Levaillant et sa famille s'installent à La Noue (Marne) dans l'ancien presbytère que son beau-père François-Didier Foyot aurait acheté lors de la vente des biens nationaux en 1794. Dans ce refuge champêtre, Levaillant peut jouir de la campagne et des bois environnants, il chasse et augmente sa collection d'oiseaux. Il peint, dans un style naïf, son domaine, où il se représente avec sa femme et ses enfants. La propriété a été divisée depuis, et la mairie actuelle de La Noue en occupe une partie. Il poursuit, en 1796, l'exploitation de ses souvenirs en publiant le Second voyage dans l'intérieur de l'Afrique (1796, 3 volumes). Puis l'Histoire naturelle des oiseaux d'Afrique (1796-1808, 6 volumes) avec des dessins de Jacques Barraband (1767-1809). Cette Histoire, qui paraît simultanément en trois versions différentes, toutes splendidement illustrées, connaît également un grand succès malgré leurs prix assez élevés.
Il souhaite privilégier un discours simple et ouvert. Il écrit dans l'une de ses préfaces :
« Bien résolu de ne parler que de ce que j'ai vu, de ce que j'ai fait, je ne dirai rien que d'après moi-même...
La vraie langue d'une science est celle qui en facilite l'étude, en mettant ses principes à la portée de tout le monde. Le pédant qui ne cherche qu'à en imposer et non à enseigner, surcharge ses leçons de termes inutiles, et sème à chaque pas des difficultés qui finissent par dégoûter celui que son inclination portait naturellement à l'étude, et qui y aurait pris goût si on lui avait aplani les routes de la science, au lieu de les hérisser d'épines : manière que n'ont adopté, au reste, nos petits charlatans scientifiques que pour éblouir les sots qui, entendant des mots qu'ils ne comprennent souvent pas, regardent ceux qui les débitent comme des êtres doués d'un savoir supérieur. »

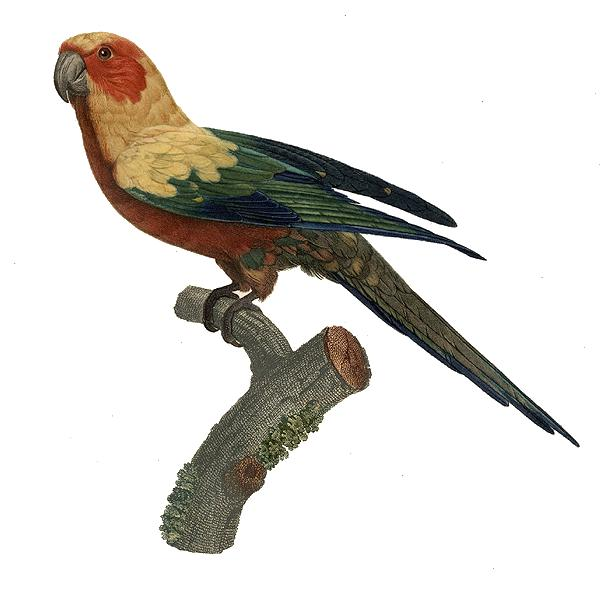
Conure de Cuba, illustration de Jacques Barraband (1767-1809) tirée de lHistoire Naturelle des Perroquets.

Enivré par ce succès, il fait paraître plusieurs autres ouvrages presque simultanément. Il s'agit de l'Histoire naturelle d'une partie d'oiseaux nouveaux et rares de l'Amérique et des Indes (un seul volume paru, 1801), l'Histoire naturelle des oiseaux de paradis (1801-1806), l'Histoire naturelle des perroquets (deux volumes, 1801-1805) l'Histoire naturelle des cotingas et des todiers (1804), et l'Histoire naturelle des calaos (1804).
Mais la popularité de Le Vaillant décline et le dernier volume de l'Histoire naturelle des oiseaux d'Afrique se vend mal. Ses nombreux livres et leur style agréable sont l'objet de graves critiques. Ainsi le Suédois Carl Jakob Sundevall (1801-1875) l'accuse d'avoir fait des nombreuses erreurs et, pire, d'avoir décrit des espèces en s'inspirant de dessins faits par d'autres et même d'avoir inventé des détails pour enjoliver ses descriptions. 
En 1802, dans sa maison de La Noue, Levaillant, reçut la visite du zoologiste allemand Carl Asmund Rudolphi (1771-1832), porteur d'une lettre de recommandation de Johann Ray, collectionneur amstellodamois.
De nouveau veuf en 1812, il reste à La Noue. En 1818, il reçoit la visite du zoologiste William Elford Leach (1790-1836) du British Museum qui lui dit de façon plaisante que plus il vivait, plus sa renommée s'accroissait.
Pour amuser ses concitoyens il fait courir le bruit qu'il avait été marié à la fille du roi du Surinam. Cette fabulation fut recueillie par le trop crédule abbé Boitel, auteur d'une conférence tenue à Sézanne le 29 janvier 1849, sur le naturaliste intitulée : « Notice biographique sur Le Vaillant, fameux naturaliste qui résida 30 ans à La Noue ». Le texte de cette conférence est conservé aux Archives Municipales de Sézanne. Le 22 novembre 1824, il meurt à La Noue où il est enterré sous un simple monticule (voir plus bas) et en 1862 ses quatre fils firent édifier le monument actuel. Après son décès la vente par licitation de ses biens immobiliers fut ordonnée par deux jugements rendus par le tribunal civil d'Épernay. Précédée d'une adjudication préparatoire du 28 août 1825, l'adjudication définitive eut lieu le 11 septembre 1825 en la maison du défunt.
Levaillant est opposé à l'utilisation de la nomenclature binomiale introduite par le célèbre Suédois Carl von Linné (1707-1778) et donne seulement un nom français aux nouvelles espèces qu'il décrit. Il faut signaler que les raisons de son opposition sont très pertinentes. En effet, pour Levaillant, seule l'étude des oiseaux dans leur milieu naturel permet de séparer les espèces entre elles, ce qu'est incapable de faire un classificateur travaillant uniquement dans un laboratoire sur des sujets morts.
Certains noms qu'il a imaginés sont encore en usage comme Bateleur et Chanteur. Des naturalistes attribuèrent plus tard des appellations linnéennes à ces espèces et certains d'entre eux lui dédièrent certaines espèces comme le Coucou de Levaillant (Oxylophus levaillantii) par William Swainson (1789-1855) en 1829 et le Pic de Levaillant (Picus vaillantii) par Alfred Malherbe (1804-1866) en 1847.
Levaillant a l'immense mérite d'avoir attiré l'attention des ornithologues sur la faune de l'Afrique du Sud, jusqu'alors presque inconnue.
Il est inhumé à La Noue, commune du département de la Marne.

## Texte de l'abbé Boitel sur la tombe de Le Vaillant en 1850
« À l'extrémité sud, en face du portail de l'église on remarque une espèce de monticule ; c'est là que le fameux Le Vaillant se repose de ses longs voyages auprès de deux de ses filles ; voilà un monument trop modeste et qui  ressemble à ceux des sauvages d'Afrique qu'il a découverts dans ses  voyages. Cet homme célèbre mériterait un tombeau plus digne de sa grande renommée. »

— Abbé Boitel, Recherches historiques et statistiques sur  Esternay, son château et les communes du Canton, Chalons, Boniez-Lambert, 1850, p. 300.

## Iconographie

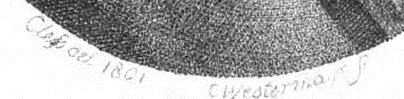

- Cless/ Westermayr :  L'image de Levaillant illustrant cet article comporte une légende: Cless del 1801 C Westermayr sc. Ce qui signifie : Cless delineavit 1801 C. Westermayr idem sculpsit : dessiné  par Cless en 1801, gravé par C. Westermayr. Le graveur est à identifier avec un des membres de la famille Westermayr, vraisemblablement Conrad Westermayr (1765-1834). Le dessinateur est Jean Henri Cless, peintre, dessinateur et miniaturiste élève de Jacques-Louis David.
- Julien Léopold Boilly. Une gravure reproduit les traits de Levaillant, annotée seulement Boilly, d'après nature 1820, elle illustre la page biography du site externe mentionné plus bas. Cette gravure est annoncée par le périodique " Bibliographie de la France, n°34 du 25 août 1849, p. 423, n°349.
- Audebert : On connaît un autre portrait exposé au Salon de l'An IV (1795) par le citoyen Audebert (domicilié 154, rue Mazarine). Celui-ci exposait sous le no 7 un "cadre contenant plusieurs Portraits en Miniature, dont l'un est celui du Cit. Le Vaillant, Auteur du Voyage en Afrique,chez les Hottentots". Cet Audebert est sans doute à rapprocher de Jean-Baptiste Audebert, peintre, aquafortiste et naturaliste.

## Publications
Liste partielle.

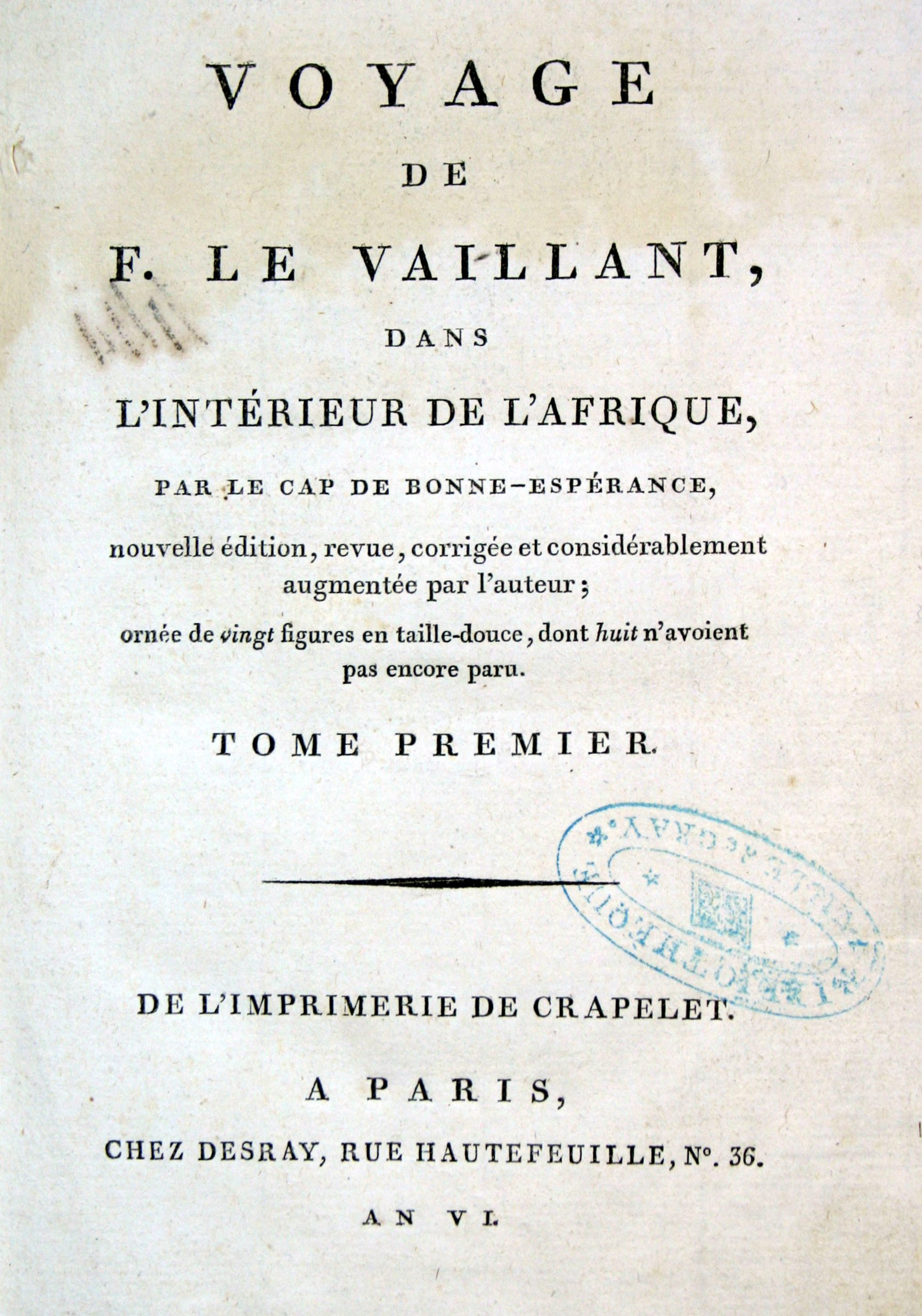
Page titre (exemplaire de la bibliothèque patrimoniale de Gray).

- [1790] Voyage de M. Le Vaillant dans l'Intérieur de l'Afrique par Le Cap de Bonne Espérance, dans Les années 1783, 1784 et 1785 (2 tomes : t. 1, Paris, libr. Leroy, 383 p. / t. 2, Paris / Liège, libr. Leroy / impr. Dumoulin, 292 p. / Cartes), 1790.
- [1794] Second voyage dans l'intérieur de l'Afrique, par le Cap de Bonne-Espérance, dans les années 1783, 84 et 85 (3 tomes : t. 1 (2 vol.), Paris, H.J. Jansen et Comp., an IV (1794-1795), 373 p. / t. 2, Paris, H.J. Jansen et Comp., an III (1793-1794), 426 p. / t. 3, Bruxelles, impr.-libr. B. Le Francq, 1797, 27 p.), an iii (1794).
- [1799-1808] Histoire Naturelle des Oiseaux d'Afrique (6 tomes : t. 1, impr. H.L. Perronneau, libr. J.J. Fuchs, an VII (1799), 194 p. / t. 2, impr. H.L. Perronneau, libr. J.J. Fuchs, an VII (1799), 206 p. / t. 3, libr. J.J. Fuchs, an X (1802), 231 p. / t. 4, Delachaussée, an XIII (1805), 104 p. / t. 5, Delachaussée, 1806, 163 p. / t. 6, Delachaussée, 1808, 188 p.), Paris, 1799-1808.
- [1801] Histoire naturelle d'une partie d'oiseaux nouveaux et rares de l'Amérique et des Indes, ouvrage destiné par l'auteur à faire partie de son ornithologie d'Afrique (ill. Jacques Barraband), t. 1 : Calaos, calaos sans casque, cotingas, Paris / Amsterdam, libr. J.E. Gabriel Dufour, an ix (1801), 49 pl. + 110, sur biodiversitylibrary.org (lire en ligne).
- [1804-1805] Histoire naturelle des perroquets (ill. Barraband) (2 tomes : t. 1, an XII (1804), 136 p. / t. 2, an XIII (1805), 113 p.), Paris, Levrault, Schoell & Cie, an xii-xiii (1804-1805), sur gallica.
- [1806] Histoire naturelle des oiseaux de paradis et des rolliers, suivie de celles des toucans et des barbus (ill. Barraband) (2 tomes, 197 planches : t. 1, 153 p. / t. 2, 133 p.), Paris, Denné le jeune / Perlet, 1806, sur archive.org.
- [1807] Histoire naturelle des promerops, et des guêpiers, faisant suite à celle des oiseaux de paradis par le même (ill. Jacques Barraband, Auguste Pelletier) (ouvrage en 3 parties : Histoire naturelle des Promerops. 1re partie, 81 p. / Histoire naturelle des Guêpiers. 2e partie, 67 p. / Histoire naturelle des Couroucous et des Touracos. 3e partie, 38 p. + suppl. 50 p. ; le tout illustré de nombreuses planches), Paris, Denné le jeune, 1807, sur archive.org (lire en ligne).
- Partie Méridionale de l'Afrique depuis le Tropique du Capricorne jusqu'au Cap de Bonne Espérance contenant les Pays des Hottentots, des Cafres et de quelques autres Nations / dressée pour le Roi sur les observations de M. Le Vaillant par M. de Laborde, ancien premier valet de chambre du Roi, gouverneur du Louvre, l'un des Fermiers généraux de Sa Majesté

## Citations littéraires
Dans le roman Le Chevalier de Maison-Rouge Alexandre Dumas (père) cite Levaillant : Ce marchand (Morand) qui avait tant voyagé pour le commerce des peaux de toute espèce, depuis les peaux de panthères jusqu'aux peaux de lapins, ce chimiste aux bras rouges connaissait l'Égypte comme Hérodote, l'Afrique comme Levaillant...
Frank Westerman dans son ouvrage Le Negro et moi (en) (El Negro en ik, 2004), évoque François Levaillant à propos d'un autre explorateur, Jules Verreaux qui, avec son frère Edmond, a fait un voyage en Afrique du Sud en 1831. Selon Westerman, Jules Verreaux cite le livre de Levaillant l'Histoire naturelle des oiseaux d'Afrique comme si c'était sa bible,  p. 61 de l'édition française.

## Hommage
L'École française du Cap (école primaire, collège, lycée) se nomme aussi École française François-Le-Vaillant.
Espèces dont le nom a été donné en hommage à François Levaillant :
- Barbican de Levaillant (Lybius minor)
- Corbeau de Levaillant (Corvus levaillantii)
- Coucou de Levaillant (Clamator levaillantii)
- Francolin de Levaillant (Scleroptila levaillantii)
- Pic de Levaillant (Picus vaillantii)
- Barbican promépic (Trachyphonus vaillantii)